# Goran Stevanović
Goran Stevanović (in serbo Горан Стевановић?; Sremska Mitrovica, 27 novembre 1966) è un allenatore di calcio ed ex calciatore serbo, di ruolo centrocampista.
È il padre della pallavolista Jovana Stevanović.

## Biografia
Goran Stevanović è nato il 27 novembre 1966 a Sremska Mitrovica, nella Repubblica Socialista di Serbia, all'epoca parte della Jugoslavia. Cresciuto calcisticamente nel settore giovanile del Partizan Belgrado, ha esordito in prima squadra nel 1983, diventando un punto fermo del centrocampo della squadra serba fino al 1991. Con il Partizan ha vinto un campionato jugoslavo e due coppe nazionali.
Successivamente ha giocato all'estero, militando in Portogallo con il Vitória Guimarães e il Farense, per poi concludere la carriera in Grecia con il Veria.
Dopo il ritiro, ha intrapreso la carriera da allenatore, iniziando come vice al Partizan e poi assumendo la guida tecnica della prima squadra nel 2010. Nel gennaio 2011 è stato nominato commissario tecnico della Nazionale di calcio del Ghana, succedendo a Milovan Rajevac. È rimasto alla guida della nazionale fino al marzo 2012, quando è stato esonerato in seguito all’eliminazione in semifinale nella Coppa d’Africa.
Ha successivamente allenato club in Cina (come il Qingdao Jonoon) e in Grecia, proseguendo una carriera internazionale da tecnico.

## Palmarès
- Campionato jugoslavo: 2

Partizan Belgrado: 1985-1986, 1986-1987
- Coppa di Jugoslavia: 1

Partizan Belgrado: 1988-1989